# Моакша
Моакша (рум. Moacșa) — село у повіті Ковасна в Румунії. Адміністративний центр комуни Моакша.
Село розташоване на відстані 160 км на північ від Бухареста, 14 км на схід від Сфинту-Георге, 37 км на північний схід від Брашова.

## Населення
За даними перепису населення 2002 року у селі проживали 944 особи.
Національний склад населення села:
| Національність | Кількість осіб | Відсоток |
| -------------- | -------------- | -------- |
| угорці         | 913            | 96,7%    |
| румуни         | 29             | 3,1%     |

Рідною мовою назвали:
| Мова      | Кількість осіб | Відсоток |
| --------- | -------------- | -------- |
| угорська  | 918            | 97,2%    |
| румунська | 26             | 2,8%     |